# Urophyllum porphyraceum
Urophyllum porphyraceum là một loài thực vật có hoa trong họ Thiến thảo. Loài này được (Mart. ex Rosenthal) Baill. miêu tả khoa học đầu tiên năm 1880.